# آلبوری، ساری
آلبوری (به انگلیسی: Albury) یک روستا و محله مدنی در بریتانیا است که در ساری واقع شده‌است. آلبوری ۱۶٫۲۸ کیلومتر مربع مساحت و ۱٬۱۹۱ نفر جمعیت دارد.